# المعهد العالي لعلوم وتكنولوجيا الطاقة بقفصة
المعهد العالي لعلوم وتكنولوجيا الطاقة بقفصة هي إحدى المؤسسات العليا التابعة لجامعة قفصة، وقد نشأت في  2005.